# Thalita Carauta
Thalita Carauta (Rio de Janeiro, 2 de outubro de 1982) é uma atriz, autora e diretora brasileira. Ficou conhecida por seus papéis cômicos no teatro e televisão, onde, mais tarde, consagrou-se como uma artista versátil. Carauta é ganhadora de vários prêmios, incluindo um Grande Otelo, um Prêmio Qualidade Brasil e um Prêmio Extra de Televisão, além de ter recebido indicações para dois Prêmios Guarani de Cinema.
Carauta iniciou sua carreira no Teatro O Tablado ao lado de grandes nomes do teatro nacional. Sua estreia profissional foi em Um Príncipe Desencantado (1996). Mais tarde, conseguiu se destacar no teatro em peças de comédia, com destaque para as performances em Os Suburbanos (2000–05), o qual também é de sua autoria. No entanto, foi na televisão em 2010 que ela conseguiu sua primeira consagração artística ao interpretar personagens no programa Zorra Total, recebendo prêmios no Melhores do Ano e Prêmio Extra de Televisão.
No cinema, consagrou-se por sua atuação no filme O Lobo Atrás da Porta, pelo qual foi reconhecida com o Grande Otelo de Melhor Atriz Coadjuvante. Ainda se destacou como protagonista nos filmes S.O.S. Mulheres ao Mar (2014), Duas de Mim (2017), esteve ainda em O Silêncio da Chuva (2021) – pelo qual foi eleita Melhor Atriz Coadjuvante no Festival de Cinema do BRICS –, e 4x100: Correndo por um Sonho, sendo nomeada ao Prêmio Guarani de Melhor Atriz por este último. No teatro, destacou-se ainda em A Favela (2012–14) e na nova montagem de 5X Comédia (2016–18).
Na televisão, estreou nas novelas em Páginas da Vida (2006) como a empregada Lídia e destacou-se como a cantora divertida Gorete em Segundo Sol (2018), ainda esteve em evidência nas séries Chapa Quente (2015), como a obcecada Celma, e Segunda Chamada (2019), como a professora de matemática Eliete, papel que lhe rendeu inúmeros elogios da crítica. Recebeu novamente aclamação do público e da crítica como a ex-atriz pornô Mauritânia em Todas as Flores (2022), papel esse que lhe rendeu o posto de protagonista em novelas em Elas por Elas (2023), sendo essa sua primeira protagonista em novelas.

## Biografia

### Início da vida, família e formação
Nascida no Rio de Janeiro, em 2 de outubro de 1982, Thalita Carauta vem de uma família diversa, marcada por relacionamentos inter-raciais. Sua avó era negra e seu avô era português de olhos claros. Cresceu no bairro do Méier, na Zona Norte da capital fluminense. Até os nove anos de idade, estudou em colégios particulares de seu bairro, no entanto, por dificuldades financeiras, transferiu-se para escolas públicas da região, onde permaneceu até o fim da vida escolar. Aos doze anos, em 1994, com o incentivo e auxílio financeiro de sua tia, Célia Regina, professora na Universidade Federal do Rio de Janeiro, ingressou no curso de artes cênicas do renomado teatro O Tablado, onde iniciou sua vida profissional como atriz. Concluiu o curso quando tinha dezoito anos, em 2000.

## Carreira

### 1994–09: Começo e primeiros trabalhos
Ainda durante o curso do Tablado, ela estreou profissionalmente na peça Um Príncipe Desencantado, em 1996, no papel de Zalar. Foi nos corredores do curso que conheceu o ator Rodrigo Sant'Anna, com quem viria a desenvolver uma grande amizade e atuar juntos em uma montagem do espetáculo O Baile dos Ladrões, em 2000. No entanto, viria a ganhar maior destaque em 2005, quando, junto com Rodrigo Sant'Anna, montou o espetáculo Os Suburbanos. A peça, de forte apelo popular, atingiu o sucesso de crítica e público, ficando em cartaz por cinco anos e alçando sua carreira a novos horizontes. Entre as apresentações do espetáculo, Carauta criou inúmeros personagens de sucesso, entre eles a Janete, a qual a levaria ao estrelato anos mais tarde na televisão. Foi também em 2005 que realizou sua estreia na televisão durante uma participação especial no episódio "Aquele da Revolução" da série A Diarista, da TV Globo, no papel de Diana. Em agosto de 2005, fez uma participação em um capítulo da novela A Lua me Disse, de Miguel Falabella e Maria Carmem Barbosa, como Marieta.

“Sobre a estreia em Páginas da Vida, Thalita comentou: "-Estrear em um trabalho com uma das figuras mais importantes da teledramaturgia é um tanto de sorte considerável! Vida longa a ela, tem toda a minha admiração e saudade! A Joana Mocarzel me deu a convivência de mais absoluta verdade que já experimentei! Agradeço muito ao Maneco e ao Nelson Fonseca, produtor de elenco que me indicou para o teste (depois de assistir Os Suburbanos).".”

— Thalita Carauta, em entrevista em 13/08/2011
Em 2006, foi dirigida por Roberto Bomtempo no espetáculo Cara a Tapa. Também fez sua estreia como autora na peça Atrozes Atrizes (2006). Em julho do mesmo ano, foi escalada para a novela Páginas da Vida, de Manoel Carlos, no papel de Lídia, sua primeira personagem fixa em uma telenovela. Na trama, sua personagem é a empregada da protagonista Helena (Regina Duarte) e a ajuda a cuidar da menina Clarinha (Joana Mocarzel), a qual é portadora do Síndrome de Down. Com o papel, foi elogiada pela crítica por sua atuação. Em maio de 2007, fez mais uma aparição em A Diarista, dessa vez no episódio "Mãe Só Tem Duas", como Marinete dos Santos, uma mulher que foi supostamente trocada na maternidade com a verdadeira Marinete, e em novembro participou de um episódio ("Alfa") da série O Sistema, na pele de Lua. No mesmo ano, volta aos palcos do teatro na peça Pout-PourRir.
Em 2008, apareceu em dois episódios do seriado Casos e Acasos: "A Volta, a Cena e as Férias" e "As Testemunhas, o Hóspede e os Amantes", como Zefa e Regina, respectivamente. No mesmo ano, trabalhou com Amir Haddad no monólogo Lavando a Alma, assinando sua segunda autoria. Em janeiro de 2009, participou de dois episódios da novela Três Irmãs, de Antônio Calmon, como Eliete Macedo, uma presidiária amiga de Waldete (Regina Duarte) e Lulu (Iara Jamra). Em maio, fez mais uma participação especial na televisão, dessa vez na novela Caras & Bocas, de Walcyr Carrasco, interpretando uma enfermeira.

### 2010–14: Reconhecimento nacional e premiações
Em 2010, no último dia da apresentação da peça Os Suburbanos, o diretor Maurício Sherman a assistiu e a convidou para integrar o elenco do programa humorístico Zorra Total, no qual permaneceu até 2015. Na atração, ela desempenhou inúmeros papéis de sucesso, destacando-se na pele de Janete, amiga inseparável da Valéria Vasques (Rodrigo Sant'Anna) no quadro "Metrô Zorra Brazil", e de Clarete, namorada de Admilson (Rodrigo Sant'Anna). Esse foi um dos primeiros highlights de sua carreira, a projetando à fama nacional. O sucesso no programa lhe rendeu diversos prêmios, incluindo o de Revelação Feminina de 2011 no Prêmio Extra de Televisão, além de compartilhar o prêmio de Melhor Comédia com Rodrigo Sant'Anna no Melhores do Ano de 2011. Em 2012, recebeu uma nomeação na categoria de Humorista Favorito do Meus Prêmios Nick, a versão brasileira do Nickelodeon Kids' Choice Awards.
Em 2011, estreia como diretora de teatro com o espetáculo Comício Gargalhada, o qual é protagonizado por Rodrigo Sant'Anna. No mesmo ano, estreou no cinema no filme de comédia A Mulher Invisível, estrelado por Selton Mello e Luana Piovani, reprisando a personagem Janete. Em 2012, estreou a peça A Favela, a qual ela assume o posto de protagonista. Ao longo da peça, a atriz mergulha em um baú e extrai diversos trajes que compõem diferentes personagens. Cada um desses personagens contribui de forma cômica para narrar o cotidiano de uma comunidade. No total, Thalita assume quatro papéis: a vendedora Clarete, a religiosa Dona Santinha, o líder da favela Fininho e a radialista Janete, que diverte o público com suas dicas de sedução. O espetáculo ficou em cartaz até 2014. Em março de 2014, estrelou com Giovanna Antonelli e Fabiula Nascimento o filme de comédia S.O.S. Mulheres ao Mar, no papel da empregada Dialinda, que embarca em um cruzeiro com suas amigas na tentativa de uma delas reconquistar seu ex-marido.
Em junho de 2014, apareceu no filme de suspense O Lobo Atrás da Porta, dirigido por Fernando Coimbra e estrelado por Leandra Leal, Milhem Cortaz e Fabiula Nascimento. No filme, que é largamente inspirado no caso criminoso da Fera da Penha, no qual uma mulher (Neyde Maria Maia Lopes) assassinou uma garota de quatro anos após um envolvimento extraconjungal com o pai da menina, ela tem uma rápida aparição e, mesmo com pouco tempo de tela, chamou atenção da crítica por sua interpretação no papel da extravagante Bete. Thalita ganhou o Grande Otelo de Melhor Atriz Coadjuvante, da Academia Brasileira de Cinema, e foi nomeada ao Prêmio Guarani de Melhor Atriz Coadjuvante, a maior premiação da crítica cinematográfica brasileira.

### 2015–19: Versatilidade de papéis e consagração

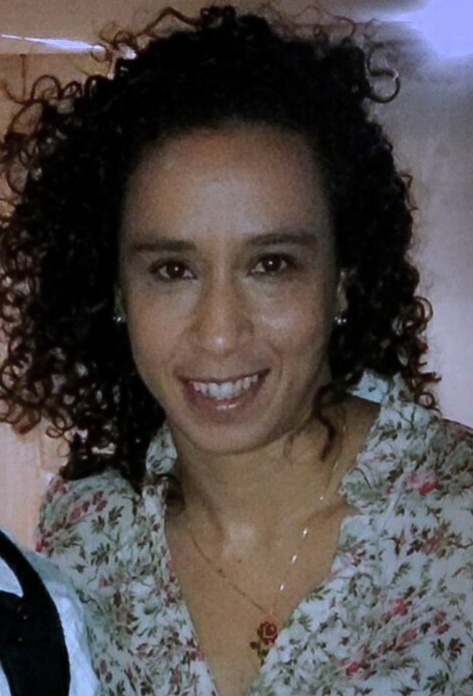
Caraura em lançamento do filme Divino Amor, em 2017.

Em fevereiro de 2015, viajou para os Estados Unidos para gravar a sequência S.O.S. Mulheres ao Mar 2, onde ela deu continuidade à sua personagem Dialinda, que agora é ex-diarista e mora em Miami, onde se envolve em várias confusões. Entre 2015 e 2016, integrou o elenco do seriado Chapa Quente no papel da vilã Celma, uma doida obsessiva que inferniza a vida do casal protagonista. Ainda em 2015, escreveu o curta-metragem Pele 1 Real. No teatro, voltou em 2016 em uma nova montagem do espetáculo 5X Comédia, sucesso teatral da década de 1990 de Monique Gardenberg, que também é estrelado por Bruno Mazzeo, Débora Lamm, Fabiula Nascimento e Luís Miranda. Em outubro de 2016, apareceu no filme de comédia É Fada!, de Cris D'Amato, estrelado por Kéfera Buchmann, onde interpretou a mestre do mundo das fadas.
Em 2017, estreia como protagonista no cinema com a comédia Duas de Mim. Dirigida por Cininha de Paula, interpreta a cozinheira Suryellen, uma mulher batalhadora que luta para pagar as dívidas e manter a casa, sustentando o filho (Gabriel Lima), a mãe (Maria Gladys) e a irmã sem noção (Letícia Lima). Certa noite, ela encontra uma doceira mágica e ela deseja uma réplica sua para lhe ajudar nas tarefas e para sua surpresa, o desejo é atendido. No entanto, a tal réplica além de estabanada, é louca, e a põeem uma série de confusões. No mesmo ano, aventura-se pela dublagem no papel de Lupe na animação O Touro Ferdinando.
Em 2018, voltou às novelas em Segundo Sol, de João Emanuel Carneiro, onde teve seu primeiro papel de destaque no gênero. Na trama, ela interpreta a divertida cantora Gorete e forma par romântico com Luis Lobianco. Gorete, a massagista e dublê de cantora, é um personagem que causa confusão na família Falcão e desencadeia várias histórias dentro da trama. Um dos pontos centrais é o fato de ela ter um filho com Dodô (José de Abreu), e a necessidade de esconder isso gera turbulências na história. No entanto, seu verdadeiro amor é por Clovis (Luis Lobianco), e essa relação traz brilho aos olhos dela. Clovis já havia estabelecido uma base cômica com delicadeza, e Gorete entra para dançar nessa brincadeira. A história dos dois é adorável, com Clovis desenvolvendo afeto pelo filho de Gorete. De forma despretensiosa, Gorete acaba se tornando parte da família e criando laços afetivos verdadeiros, o que gera conflitos, uma vez que ela não esperava se apaixonar por Clovis.
Em 2019, chamou atenção ao interpretar a professora de matemática Eliete Sabá na série Segunda Chamada, sendo parte do time de professores da Escola Estadual Maria Carolina de Jesus. Sua personagem vive em uma comunidade e também vende produtos na escola para complementar renda. Como Eliete, teve sua interpretação elogiada pela crítica e conquistou o público, principalmente pela versatilidade entre a comédia e o drama de seu papel. Em junho de 2019, apareceu em uma participação especial no filme Divino Amor, estrelado por Dira Paes, no papel de Janice.

### 2020–agora: Amadurecimento e trabalhos recentes
Em junho de 2021, protagonizou o filme 4x100: Correndo por um Sonho. No filme, que também é estrelado por Fernanda de Freitas, Cintia Rosa, Priscila Steinman e Roberta Alonso, interpreta a atleta Adriana, que leva um vida frustrada em pequenas lutas de MMA após uma grande derrota na final olímpica da modalidade de revezamento 4x100 da Rio 2016 e agora tenta recuperar sua carreira. Recebeu o prêmio de Melhor Atriz pelo Festival de Cinema do BRICS por sua atuação no filme O Silêncio da Chuva, de 2021, o qual estrela ao lado de Lázaro Ramos no papel da policial Daia. Em dezembro de 2022, foi indicada ao Prêmio Guarani de Melhor Atriz por seu papel em 4x100: Correndo por um Sonho.
Entre 2022 e 2023, interpretou Mauritânia na novela Todas as Flores, escrita por João Emanuel Carneiro para o Globoplay. Na trama, fez muito sucesso ao interpretar uma ex-atriz pornô que fica milionária. Sua personagem ganhou muita repercussão logo no início da trama e a reviravolta do enredo de Mauritânia gerou muita identificação do público, que chegou a considerar como a "real protagonista" da trama. Em maio de 2023, devido à alta repercussão de seu papel em Todas as Flores, foi escalada para sua primeira protagonista de telenovela no papel de Adriana em Elas por Elas, reboot da telenovela homônima criada e escrita por Cassiano Gabus Mendes em 1982. Estrelada ainda por Deborah Secco, Késia Estácio, Mariana Santos, Isabel Teixeira, Maria Clara Spinelli e Karine Teles, Carauta interpreta uma das sete amigas que se reaproximam após vinte anos do fim do curso de inglês que faziam juntas na juventude. Na versão original, a personagem de Carauta foi interpretada pela atriz Esther Góes

## Vida pessoal
Em agosto de 2018 assumiu à imprensa ser lésbica. Em 2015, passou a viver junto com a escritora e diretora Aline Guimarães. Em novembro de 2018, Thalita e Aline adotaram um menino de cinco anos. Em 2019, o relacionamento das duas chegou ao fim. Em 2024, Thalita mencionou no programa de entrevistas, Conversa com Bial, que está noiva do ator Tay'Ohanna.

## Filmografia

### Televisão
| Ano       | Título          | Personagem                  | Notas                                              |
| --------- | --------------- | --------------------------- | -------------------------------------------------- |
| 2005      | A Diarista      | Diana                       | Episódio: "Aquele da Revolução"                    |
| 2005      | A Lua Me Disse  | Marieta                     | Episódio: "19 de agosto"                           |
| 2006–2007 | Páginas da Vida | Lídia                       |                                                    |
| 2007      | O Sistema       | Lua                         | Episódios: "Alfa"                                  |
| 2007      | A Diarista      | Marinete dos Santos         | Episódio: "Mãe Só Tem Duas"                        |
| 2008      | Casos e Acasos  | Regina                      | Episódio: "As Testemunhas, o Hóspede e os Amantes" |
| 2008      | Casos e Acasos  | Josefa (Zefa)               | Episódio: "A Volta, a Cena e as Férias"            |
| 2009      | Três Irmãs      | Eliete Macedo               | Episódios: "19–20 de janeiro"                      |
| 2009      | Caras & Bocas   | Enfermeira                  | Episódios: "16–18 de maio"                         |
| 2010–2015 | Zorra Total     | Janete / Nomealda / Clarete |                                                    |
| 2015–2016 | Chapa Quente    | Celma Azevedo               |                                                    |
| 2018      | Segundo Sol     | Gorete Afonso Falcão        |                                                    |
| 2019–2021 | Segunda Chamada | Profª. Eliete Sabá          |                                                    |
| 2022–2023 | Todas as Flores | Mauritânia Carvalho Munhoz  |                                                    |
| 2023–2024 | Elas por Elas   | Adriana Ferraz              |                                                    |
| 2024–2025 | Mania de Você   | Leidiane dos Anjos (Leidi)  |                                                    |

### Cinema
| Ano  | Título                          | Personagem                    | Notas          |
| ---- | ------------------------------- | ----------------------------- | -------------- |
| 2011 | A Mulher Invisível              | Janete                        |                |
| 2013 | O Lobo Atrás da Porta           | Bete                          |                |
| 2014 | S.O.S. Mulheres ao Mar          | Dialinda da Silva             |                |
| 2015 | S.O.S. Mulheres ao Mar 2        | Dialinda da Silva             |                |
| 2015 | Pele 1 Real                     | roteirista                    | Curta-metragem |
| 2016 | É Fada!                         | Mestra                        |                |
| 2017 | Duas de Mim                     | Suryellen Mariclenes da Silva |                |
| 2017 | O Touro Ferdinando              | Lupe (voz)                    | Dublagem       |
| 2019 | Divino Amor                     | Janice                        |                |
| 2021 | 4 x 100 - Correndo por um Sonho | Adriana Santos (Dri)          |                |
| 2021 | O Silêncio da Chuva             | Daia                          |                |
| 2022 | Coração Errante                 | Júlia                         |                |
| 2025 | Os Sapos                        | Paula                         |                |

## Teatro
| Ano  | Título                   | Personagem         | Nota(s)            |
| ---- | ------------------------ | ------------------ | ------------------ |
| 1996 | Um Príncipe Desencantado | Zalar              |                    |
| 2000 | O Baile dos Ladrões      |                    |                    |
| 2005 | Os Suburbanos            | Várias personagens |                    |
| 2006 | Cara a Tapa              |                    |                    |
| 2006 | Atrozes Atrizes          |                    | Como autora        |
| 2007 | Pout-PourRir             |                    |                    |
| 2008 | Lavando a Alma           |                    | Também como autora |
| 2010 | Comício Gargalhada       |                    | Como diretora      |
| 2012 | A Favela                 | Quatro personagens |                    |
| 2016 | 5x Comédia               | Várias personagens |                    |

## Prêmios e indicações
| Ano  | Prêmio                              | Categoria                                   | Nomeações                       | Resultado |
| ---- | ----------------------------------- | ------------------------------------------- | ------------------------------- | --------- |
| 2011 | Prêmio Extra de Televisão           | Revelação Feminina                          | Zorra Total                     | Venceu    |
| 2011 | Melhores do Ano                     | Comédia (com Rodrigo Sant'Anna)             | Zorra Total                     | Venceu    |
| 2011 | Prêmio Master de Qualidade          | Atriz Programa Humorístico                  | Zorra Total                     | Venceu    |
| 2012 | Meus Prêmios Nick                   | Humorista Favorito                          | Zorra Total                     | Indicada  |
| 2015 | Grande Prêmio do Cinema Brasileiro  | Melhor Atriz Coadjuvante                    | O Lobo atrás da Porta           | Venceu    |
| 2015 | Prêmio Guarani de Cinema Brasileiro | Melhor Atriz Coadjuvante                    | O Lobo atrás da Porta           | Indicada  |
| 2017 | Prêmio Arte Qualidade Brasil        | Melhor Atriz                                | 5X Comédia                      | Venceu    |
| 2017 | Prêmio de Humor                     | Performance                                 | 5X Comédia                      | Venceu    |
| 2018 | Prêmio Extra de Televisão           | Melhor Tema de Novela (com Luis Lobianco)   | "Sal na Pele" (Segundo Sol)     | Indicada  |
| 2019 | Grande Prêmio Risadaria             | Melhor Atriz                                | Segundo Sol                     | Venceu    |
| 2019 | Prêmio The Brazilian Critic         | Melhor Atriz Coadjuvante em Série Dramática | Segunda Chamada                 | Indicada  |
| 2020 | Festival de Cinema do BRICS         | Melhor Atriz                                | O Silêncio da Chuva             | Venceu    |
| 2022 | Festival Sesc Melhores Filmes       | Melhor Atriz Nacional                       | O Silêncio da Chuva             | Indicada  |
| 2022 | Festival Sesc Melhores Filmes       | Melhor Atriz Nacional                       | 4 x 100 - Correndo por um Sonho | Indicada  |
| 2022 | Prêmio Guarani de Cinema Brasileiro | Melhor Atriz                                | 4 x 100 - Correndo por um Sonho | Indicada  |
| 2023 | Melhores do Ano NaTelinha           | Melhor Atriz                                | Todas as Flores                 | Indicada  |
| 2023 | Prêmio ArteBlitz de Novela          | Melhor Atriz Coadjuvante (voto popular)     | Todas as Flores                 | Indicada  |
| 2023 | Prêmio ArteBlitz de Novela          | Melhor Atriz Coadjuvante (voto do júri)     | Todas as Flores                 | Venceu    |
| 2023 | Melhores do Ano                     | Atriz Coadjuvante                           | Todas as Flores                 | Indicada  |